# Thuso Mbedu
Thuso Mbedu (Pietermaritzburgo, 8 de julio de 1991) es una actriz sudafricana. Fue nominada a un Premio Emmy Internacional por su papel en la telenovela Is'Thunzi.

## Biografía
Thuso Nokwanda Mbedu nació en Pietermaritzburgo en 1991. Cuando cumplió su mayoría de edad ingresó en la Universidad de Witwatersrand, donde estudió teatro. En 2012 se inscribió en la Escuela de Actuación Stella Adler en Nueva York, Estados Unidos.
En 2014 obtuvo un papel menor en la serie de televisión isiBaya, antes de interpretar un papel importante en Scandal!. Más adelante realizó un papel protagónico en la segunda temporada de la serie de SABC 2 Snake Park.
Tras pasar algunos meses inactiva en los medios, protagonizó la serie dramática Is'thunzi, estrenada en octubre de 2016. En el seriado interpretó el papel de Winnie. En septiembre de 2017 fue nominada a un Premio Emmy Internacional en la categoría de mejor desempeño de una actriz.

## Filmografía
| Año           | Título                  | Papel         |
| ------------- | ----------------------- | ------------- |
| 2014–presente | Saints and Sinners      | Boni Khumalo  |
| 2014          | Isibaya                 | Nosisa        |
| 2015– 2017    | Scandal!                | Kitso Medupe  |
| 2015          | Snake Park              | Khethi        |
| 2016–2017     | Is'Thunzi               | Winnie Bhengu |
| 2017–2019     | MTV Shuga               | Ipeleng       |
| 2018          | Generations: The Legacy | Okuhle Cele   |
| 2018          | Side Dish               | Phiwe         |
| 2022          | La mujer rey            | Nawi          |

## Premios y nominaciones
| Año  | Evento                                   | Categoría                           | Obra nominada | Resultado |
| ---- | ---------------------------------------- | ----------------------------------- | ------------- | --------- |
| 2017 | DSTV Viewers Choice Awards               | Mejor actriz                        | Is'Thunzi     | Nominada  |
| 2017 | International Emmy Awards                | Mejor desempeño de una actriz       | Is'Thunzi     | Nominada  |
| 2018 | South African Film and Television Awards | Mejor actriz en una serie dramática | Is'Thunzi     | Ganadora  |
| 2018 | International Emmy Awards                | Mejor desempeño de una actriz       | Is'Thunzi     | Nominada  |